# Шилово (Калінінградська область)
Шилово (рос. Шилово) — селище Озерського міського округу, Калінінградської області Росії. Входить до складу Гавриловського сільського поселення.
Населення —  11 осіб (2015 рік). 

## Населення
| 2002 | 2010 |
| ---- | ---- |
| 8    | ↗11  |